# Francis Thomas Hurley
Francis Thomas Hurley (* 12. Januar 1927 in San Francisco, Kalifornien; † 10. Januar 2016 in Anchorage, Alaska) war Erzbischof von Anchorage.

## Leben
Francis Thomas Hurley, Sohn aus einer irischen Einwandererfamilie und einer der Brüder von Mark Joseph Hurley, studierte am Diözesanseminar des Erzbistums San Francisco Philosophie sowie Theologie und empfing am 16. Juni 1951 die Priesterweihe. Er war als Seelsorger in San Francisco tätig.
Papst Paul VI. ernannte ihn am 4. Februar 1970 zum Weihbischof in Juneau und Titularbischof von Daimlaig. Sein Bruder und Bischof von Santa Rosa in California, Mark Joseph Hurley, spendete ihm am 19. März 1970 die Bischofsweihe; Mitkonsekratoren waren William Edward McManus, Weihbischof in Chicago, und Joseph Louis Bernardin, Weihbischof in Atlanta. 
Am 20. Juli 1971 wurde er zum Bischof von Juneau ernannt und am 8. September 1971 in das Amt eingeführt. Am 4. Mai 1976 wurde er durch Papst Paul VI. zum Erzbischof von Anchorage ernannt und am 8. Juli 1976 in das Amt eingeführt. 1981 konnte er als Gast Papst Johannes Paul II. in  Anchorage begrüßen.
Am 3. März 2001 nahm Papst Johannes Paul II. seinen Rücktritt aus gesundheitlichen Gründen an. Hurley lebte weiterhin in Anchorage, wo er im Januar 2016 zwei Tage vor seinem 89. Geburtstag starb.